# Paul Baloche
Paul Baloche (Camden, 4 de Junho de 1962) é um cantor, compositor e pastor americano de música cristã contemporânea.

## Biografia
Paul Baloche é um pastor e líder de louvor da comunidade Christian Fellowship, em Lindale, no estado do Texas. É casado com Rita Baloche, que também é uma compositora.
Baloche já recebeu diversas indicações ao Dove Awards, ganhando em 2002, 2003 e 2009 na categoria Canção do Ano. Em 2013, ganhou um GMN Canada Convenant Award na categoria Álbum do Ano, pelo álbum Glorieux de língua francesa.

## Discografia
- He is Faithful (1992)
- First Love (1998)
- Open the Eyes of My Heart (2000)
- God of Wonders (2001)
- Offering of Worship (2003)
- A Greater Song (2006)
- Our God Saves (2007)
- The Writer's Collection (2008)
- Paul Baloche and Friends (2008)
- Live in Asia (2009)
- Glorious (2009)[5]
- The Soma Love (2012)
- Glorieux (2013)
- Christmas Worship (Live) (2013)
- Live (2014)
- Christmas Worship, Vol 2 (2015)
- Ultimate Collection (2018)